# Sherry Turkle
Sherry Turkle ( Nueva York, 18 de junio de 1948 ) es Profesora Abby Rockefeller Mauzé de Estudios Sociales en Ciencia y Tecnología en el Instituto de Tecnología de Massachusetts, donde es también fundadora y directora del Institute of Technology and Self .

## Carrera
Turkle es Doctora en sociología y psicología de la personalidad por la Universidad de Harvard. Realiza investigaciones sobre el psicoanálisis y la interacción humano-tecnológica. Ha escrito varios libros sobre la psicología de las relaciones humanas con la tecnología, especialmente sobre cómo las personas se relacionan con los objetos computacionales, incluyendo The Second Self (1984), Life on the Screen (1995), Alone. Together (2011) y Reclaming Conversation (2015).

## Libros
- Psychoanalytic Politics: Jacques Lacan and Freud's French Revolution (1978) ISBN 0-89862-474-6
- The Second Self: Computers and the Human Spirit (1984). ISBN 0-262-70111-1
- Life on the Screen: Identity in the Age of the Internet (1995) (paperback ISBN 0-684-83348-4)
- Evocative Objects: Things We Think With, (Ed.), MIT Press (2007). ISBN 0-262-20168-2
- Falling for Science: Objects in Mind, (Ed.), MIT Press (2008). ISBN 978-0-262-20172-8
- The Inner History of Devices, (Ed.), MIT Press (2008). ISBN 978-0-262-20176-6
- Simulation and Its Discontents, MIT Press (2009). ISBN 978-0-262-01270-6
- Alone Together, Basic Books (2011). ISBN 978-0-465-01021-9
- Reclaiming Conversation: The Power of Talk in a Digital Age, Penguin Press (2015). ISBN 978-1-594-20555-2

## Reconocimientos
- Turkle ha recibido la beca Guggenheim, Rockefeller Humanities, la Medalla del Centenario de Harvard y es miembro de la Academia Estadounidense de las Artes y las Ciencias.
- En mayo de 2015, Turkle recibió un Título Honorífico, Doctor en Ciencias, de Franklin & Marshall College.
- En junio de 2016, Turkle recibió el doctor honoris causa de la Universidad Concordia Texas.
- En 2018 fue presentada entre las Top 50 Women in Tech de Estados Unidos por Forbes.